# Edward Laemmle
Pour les articles homonymes, voir Laemmle.
Edward Laemmle (né le 25 octobre 1887 à Chicago et mort le 2 avril 1937 à Los Angeles) est un réalisateur américain.

## Biographie
Edward Laemmle est le neveu de Carl Laemmle, fondateur d'Universal Studios. Sa demi-sœur est Carla Laemmle, danseuse et actrice, et son frère est Ernst Laemmle. Il a épousé Peppi Heller le 8 avril 1923; le couple avait deux filles, Constance et Carlotta, et s'est installé à Beverly Hills, en Californie.

## Filmographie partielle
- 1920 : Superstition
- 1921 : Winners of the West (en) (serial, 18 épisodes, tous perdus)
- 1922 : Kid Roberts, Gentleman du ring (en) (The Leather Pushers) (serial, 18 épisodes dont 16 perdus)
- 1923 : Bon sang ne peut mentir (The Victor)
- 1925 : Le Ranch des fantômes (Spook Ranch)
- 1925 : A Woman's Faith
- 1926 : The Still Alarm
- 1927 : L'Honneur et la Femme (The Thirteenth Juror)
- 1927 : Les Voleurs volés (Cheating Cheaters )
- 1935 : A Notorious Gentleman (en)